# Zamek Kierepeć
Zamek Kierepeć (est. Kirumpää piiskopilinnus) – zamek biskupi z około XIV–XV wieku we wsi Kirumpää koło Võru w Estonii, zachowany w stanie ruiny. 

## Historia
Pierwsza wzmianka o zamku pochodzi pochodzi z 1322 roku, kiedy to książę Giedymin go zniszczył, był on wówczas własnością biskupstwa Dorpatu. Pod koniec XIII lub na początku XIV wieku na miejscu wcześniejszej warowni wzniesiono tenże zamek. W XV wieku został rozbudowany. Był wielokrotnie oblegany i uszkadzany, m.in. przez armię Iwana IV Groźnego w 1558 roku, a także Krzysztofa Radziwiłła pod dowództwem Jürgena Buttlera w 1579 roku (wspomina o tym Jan Kochanowski: Gdzieś Derptowi w nos kurzył, Kierepeć wywrócił); zniszczono go również podczas wojny rosyjsko-szwedzkiej w 1658 roku i w 1701 roku. Od XVIII wieku pozostaje w stanie ruiny.
Materiał budowlany pozyskiwano przy wznoszeniu zabudowań miasta Võru. W latach 50. XX wieku rozebrano część murów aby pozyskać materiał budowlany; zachowały się jedynie fragmenty budowli. 14 stycznia 1998 roku ruiny zamku zostały wpisane do rejestru zabytków nieruchomych. Właścicielem zabytku jest Samorząd gminy wiejskiej Võru.
Na zamku toczy się akcja powieści przygodowej Kättemaks Kirumpääl autorstwa Erkki Koorta.

## Architektura
Budowla była położona przy ważnym szlaku handlowo-wojennym na trasie Tartu–Psków na niskim owalnym wzgórzu nad rzeką Võhandu. Zamek wzniesiony z kamienia polnego i cegły, prawdopodobnie trójkondygnacyjny, podpiwniczony, o wymiarach 42x45 m na planie kwadratu, wzdłuż trzech jego boków znajdowały się pomieszczenia. Do założenia przylegał trapezoidalny dziedziniec. W części północnej znajdowała się zapewne większa sala.
Najstarszy fragment stanowi część mieszkalna zamku o wymiarach 14x10 m, cechująca się grubymi murami; znajdowała się tam kaplica. Wejście do zamku prowadziło przez budynek bramny w murze zachodnim. 
W narożniku południowo-zachodnim dobudowano później okrągłą wieżę, natomiast w narożnikach północno-wschodnim i południowo-wschodnim mniejsze 4-boczne baszty obronne. Przed bramą po stronie zachodniej znajdował się niewielki pięcioboczny bastion. 
Zamek był otoczony fosą, według podań starszych mieszkańców otaczała go woda ze wszystkich stron, wypływająca ze źródła, które wyschło. Pomiędzy ruinami rosną lipy drobnolistne z 1940 roku.
Plany zamku znajdują się w Narodowym Archiwum Szwecji.

## Galeria

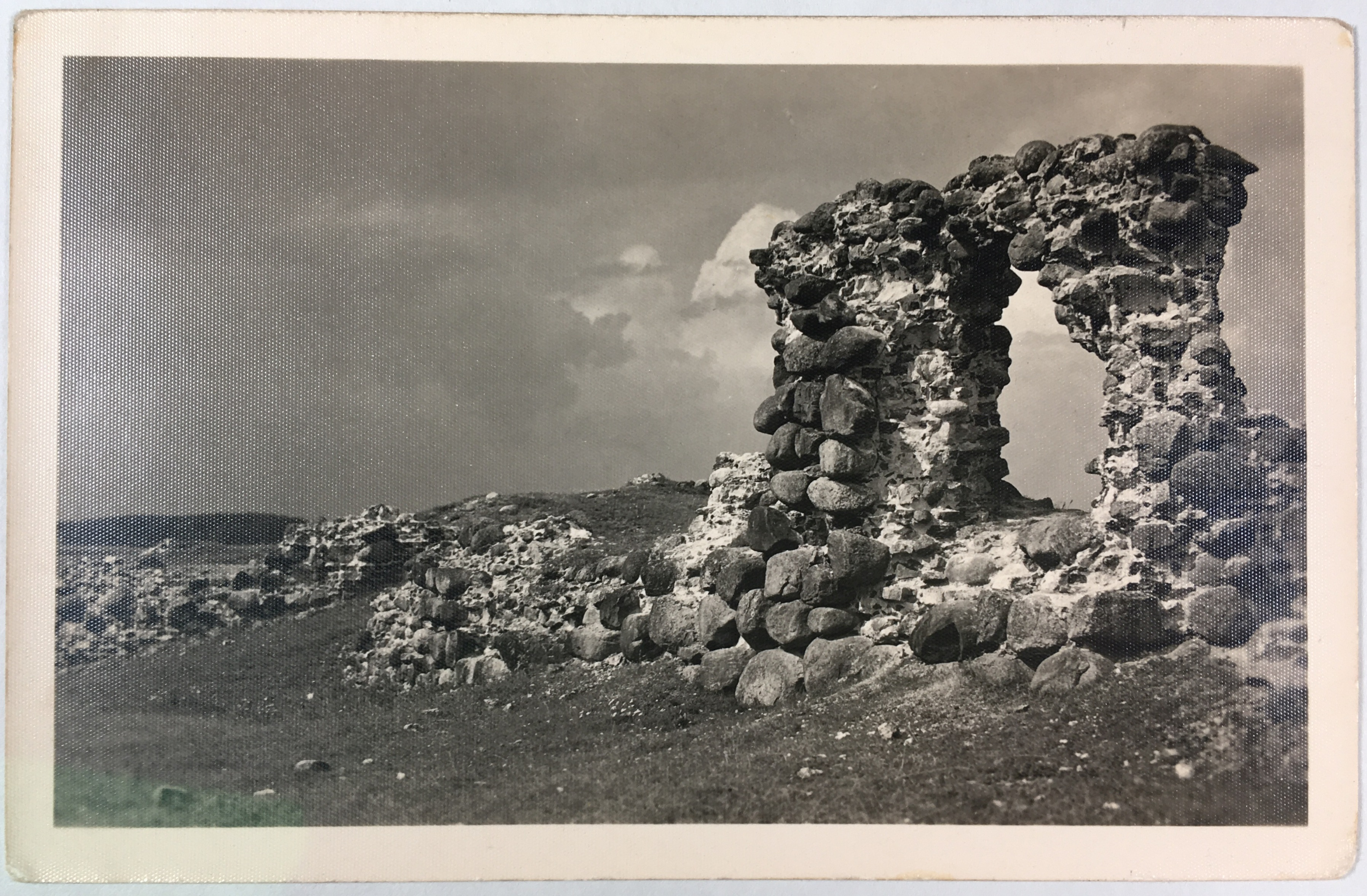
Ruiny zamku na pocztówce z 1. połowy XX wieku
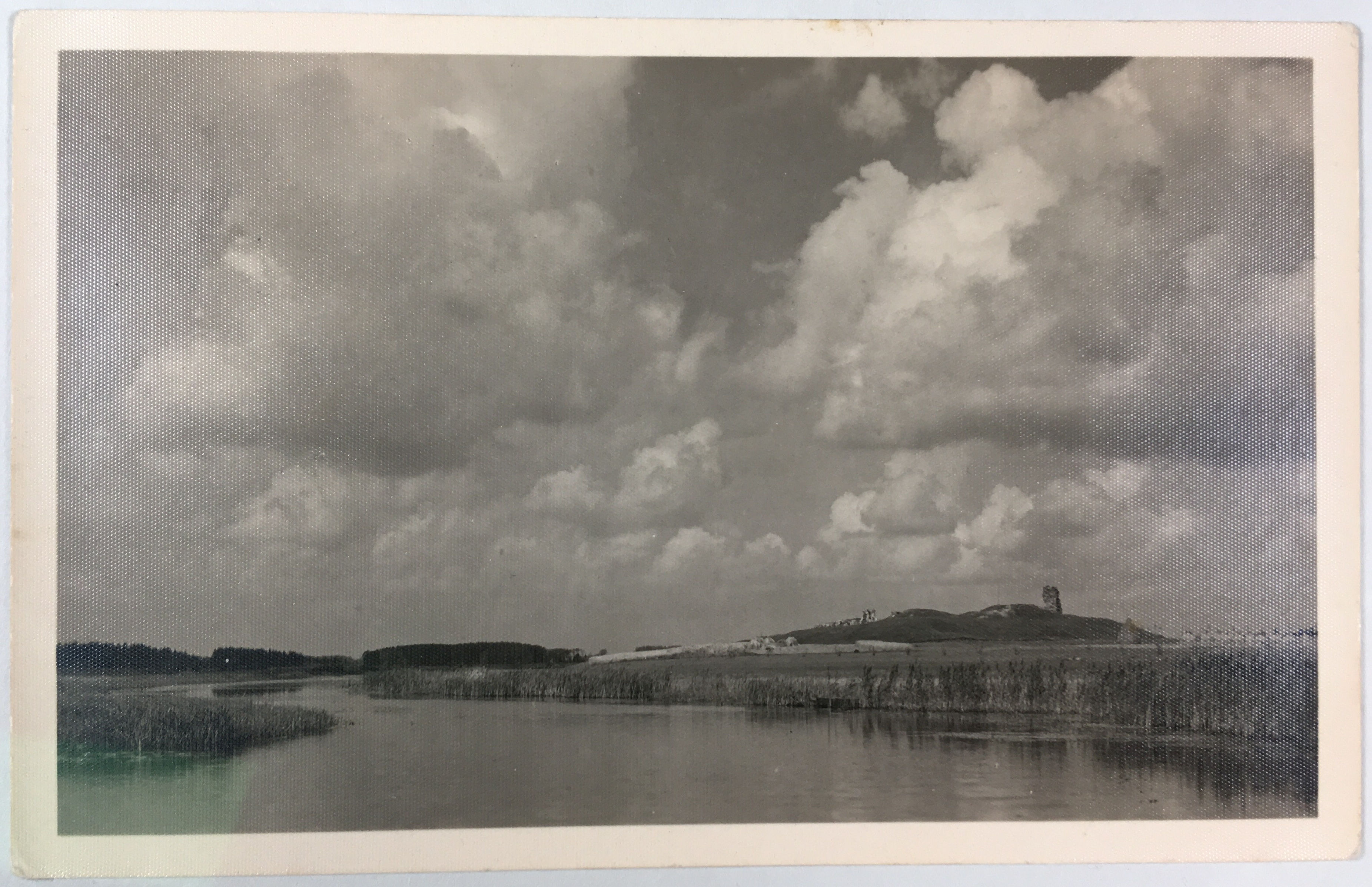
Wzgórze zamkowe na pocztówce z 1. połowy XX wieku
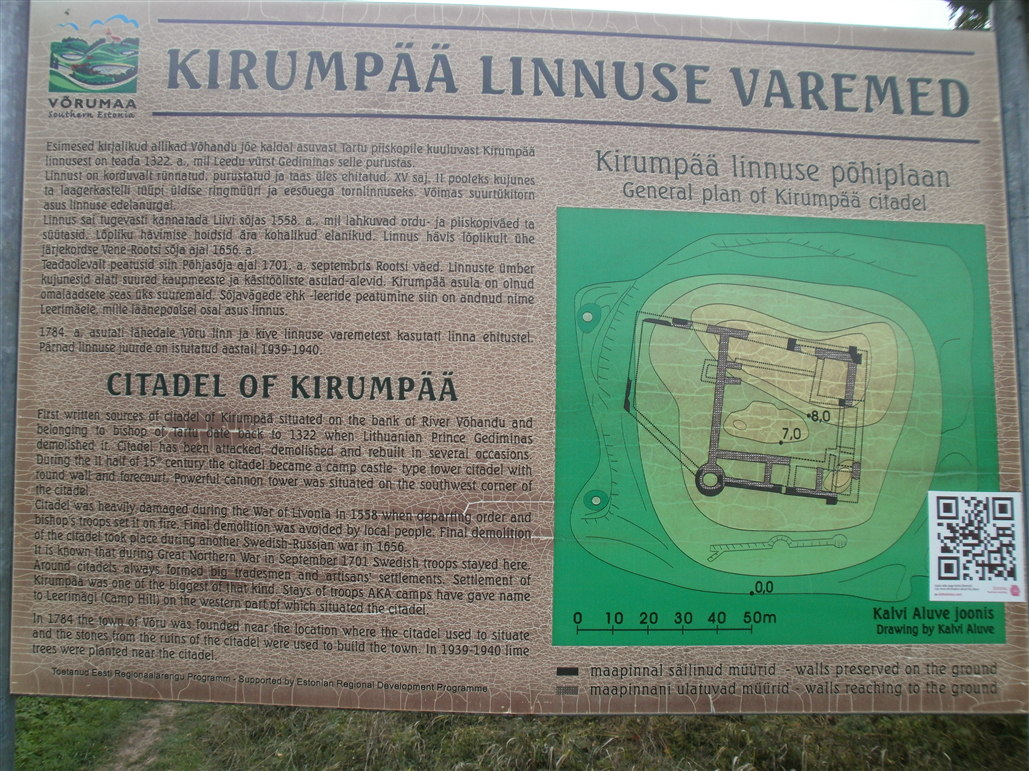
Tablica informacyjna (2013)
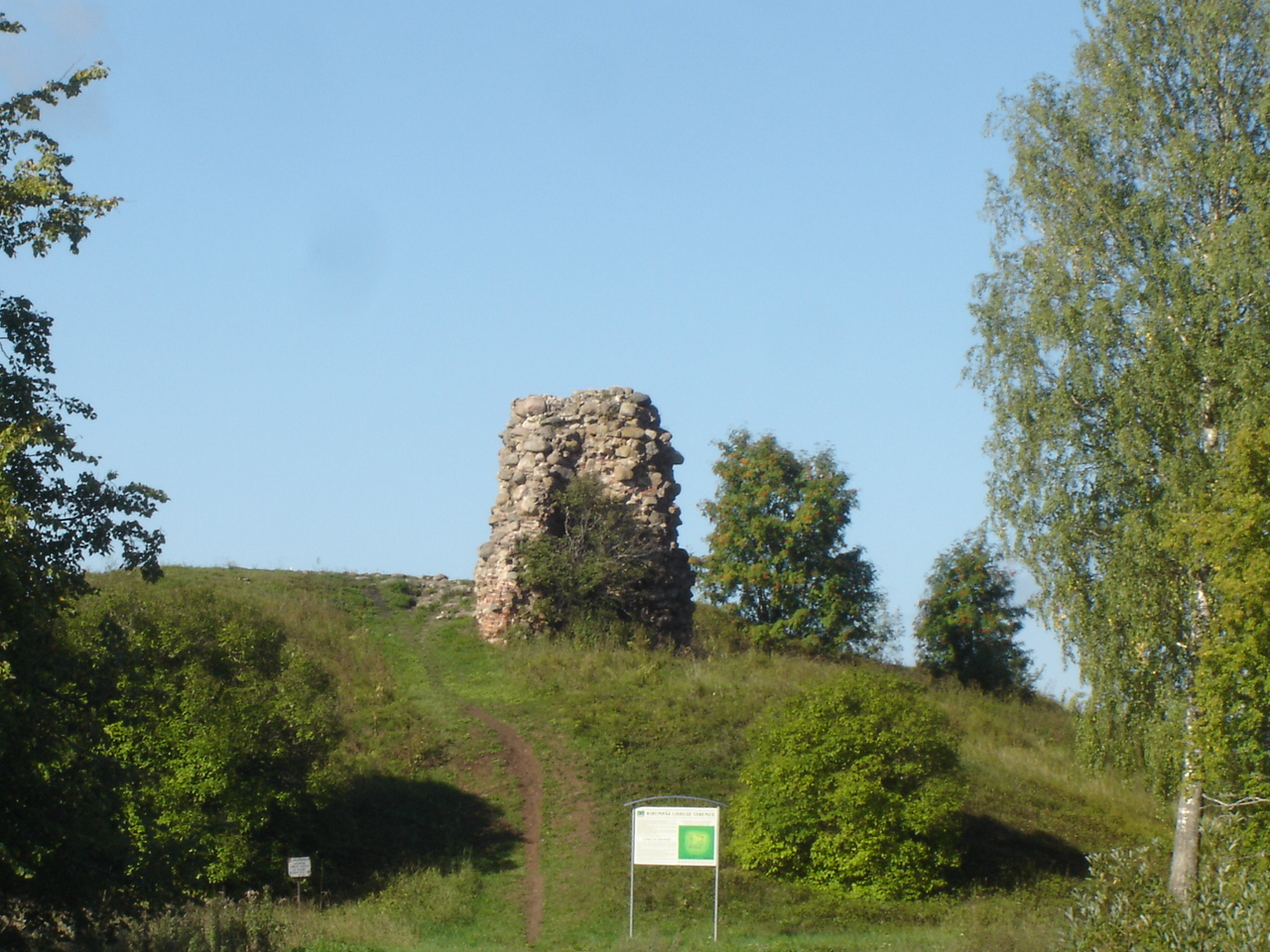
Wzgórze (2006)
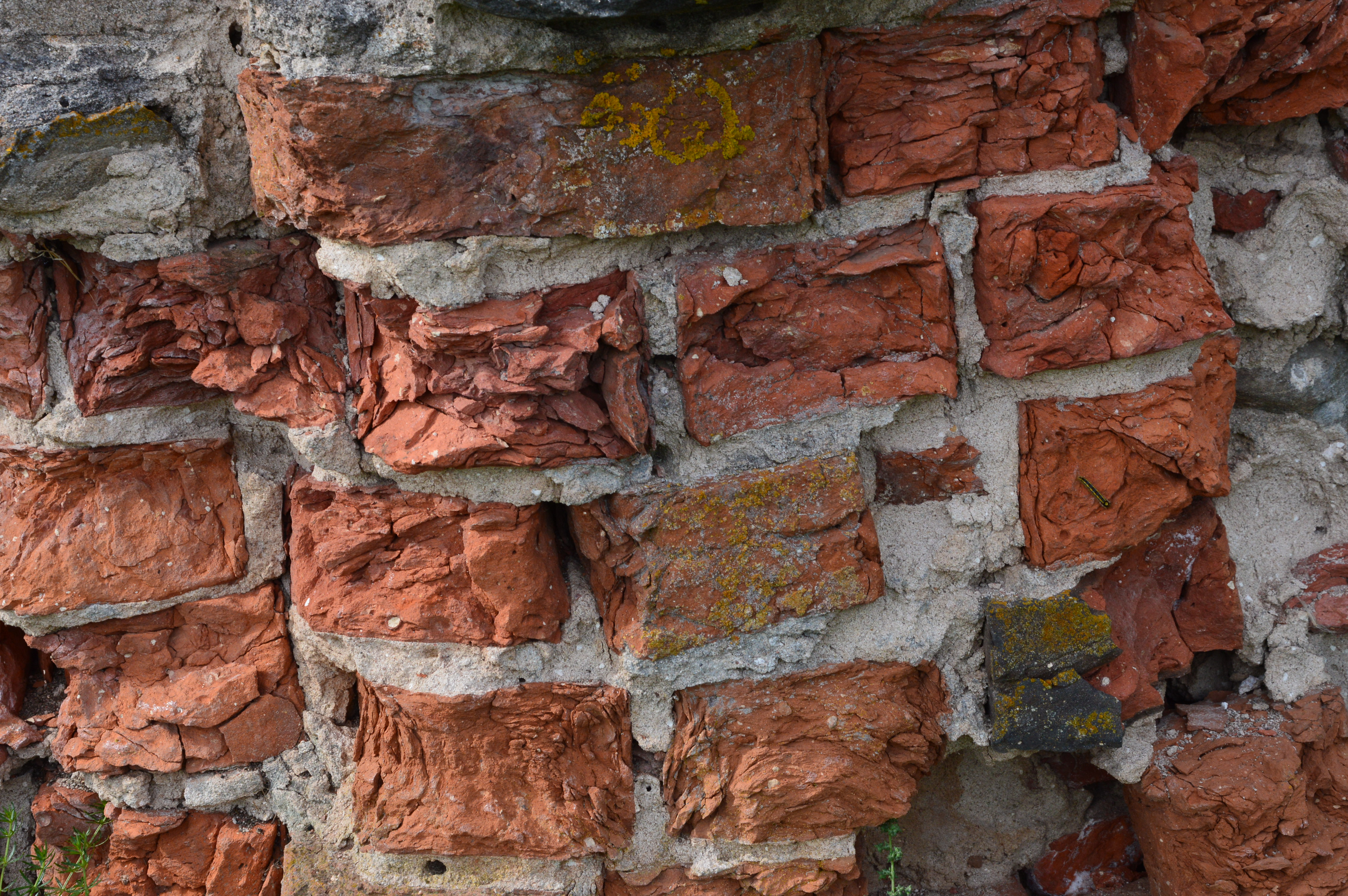
Mur ceglany (2013)